# Instituto Vulcanológico das Canárias
O Instituto Vulcanológico das Canárias, S. A. ou Centro Nacional de Vulcanologia (Involcan) (em espanhol, Instituto Volcanológico de Canarias, S. A. ou Centro Nacional de Volcanología) é uma empresa pública espanhola focada no estudo dos vulcões das Ilhas Canárias. Foi constituída a 29 de junho de 2010, com sede na cidade de San Cristóbal de La Laguna, em Tenerife.

## História
Na constituição deste organismo participaram o Instituto Tecnológico e de Energias Renováveis de Tenerife e a Universidade de La Laguna.
A criação do Instituto Vulcanológico das Canárias foi acordada pelo plenário da Câmara Alta, a 2 de novembro de 2005, quando se aprovou uma moção apresentada pelo então presidente do Cabildo de Tenerife, Ricardo Melchior Navarro, à época senador. O instituto criou-se na sequência da abertura do congresso internacional "Cities on Volcanoes 6 – Tenerife 2010" (Cidades sobre Vulcões), que reuniu a mais de 856 participantes procedentes de 52 países.

## Função
O Instituto Vulcanológico das Canárias estuda e supervisiona principalmente os vulcões mais importantes do arquipélago canário, em particular; o Teide, em Tenerife, Cumbre Vieja, em La Palma, os vulcões submarinos de El Hierro e os numerosos cones e crateras de Lanzarote.
Além da sua atuação nas Canárias, a entidade conta com uma equipa de profissionais com experiência em projetos de colaboração científica desenvolvidos em mais de 20 países e regiões vulcanicamente ativas como Alemanha; Antártida; Antilhas Menores; Argentina; Açores; Cabo Verde; Camarões; Costa Rica; Equador; El Salvador; Filipinas; França; Galápagos; Guatemala; Guiné Equatorial; Islândia; Itália; Japão; México; Nicarágua; Papua Nova Guiné; República Democrática do Congo e Ruanda.

## Características
- Laboratório de Geoquímica
- Laboratório de Petrologia
- Laboratório de Geoquímica Isotópica
- Rede Sísmica Canária
- Rede Geoquímica Canária
- Rede Geodésica Canária
- Rede Termométrica e Termográfica Canária
- Instrumentação geofísica e geoquímica portátil
- Sensores óticos remotos